# PASOK
PASOK (græsk: ΠΑΣΟΚ, eller PA.SO.K.), forkortelse for Panellinio Sosialistiko Kinima (dansk: Den panhellenske socialistiske bevægelse), er et socialdemokratisk parti i Grækenland. 
Partiet blev stiftet i 1974 af Andreas Papandreou. Partiet er en fortsættelse af Den panhellenske frihedsbevægelse (PAK), som Andreas Papandreou startede, da han var i eksil i 1968. 

## Valgresultater
Ved valget den 17. november 1974 fik partiet 13,5 procent af stemmerne og blev dermed det tredje største parti. 
Ved valget i 1977 fik partiet 25,3 procent af stemmerne og blev det næststørste parti, kun overgået af Nyt Demokrati, der fik 41,8 procent. Ved valgene frem til 2009 var PASOK og Nyt Demokrati skiftevis landets største parti. 
Ved valget i maj 2012 fik PASOK kun 13,2 procent af stemmerne. Dermed blev partiet igen – som i 1974 – det tredjestørste parti. 
Ved valget i juni 2012 fik PASOK 755.832 stemmer, dette svarer til 12,28 procent, og det gav 33 mandater. Dermed var PASOK stadig landets tredjestørste parti. 
Ved valget i januar 2015 fik PASOK 289.482 stemmer, dette svarer til 4,7 procent, og det gav 13 mandater. Dermed var PASOK landets syvendestørste parti.
I september 2015 fik PASOK og deres allierede i DIMAR i alt 341.390 stemmer. Dette svarer 6,28 procent, og de to partier fik samlet 17 mandater.

## Partiets ledere
- 1974-1996: Andreas Papandreou, statsminister.
- 1996-2004: Kostas Simitis, statsminister.
- 2004-2012: Georgios Andrea Papandreou, statsminister.
- 2012-2015: Evangelos Venizelos
- 2015-2021: Fofi Gennimata
- 2021-nu: Nikos Androulakis